# Duplachionaspis paolii
Duplachionaspis paolii är en insektsart som först beskrevs av Malenotti 1916.  Duplachionaspis paolii ingår i släktet Duplachionaspis och familjen pansarsköldlöss.
Artens utbredningsområde är Somalia. Inga underarter finns listade i Catalogue of Life.